# میرلا پاشکا
میرلا پاشکا (به انگلیسی: Mirela Paşca) ژیمناست زادهٔ ۱۹ فوریهٔ ۱۹۷۵ میلادی اهل کشور رومانی است.